# 坂東舜一
坂東舜一（1892年—1977年）乃日本的企業家，也是日本航空的創辦者之一。

## 生平簡歷
1892年坂東舜一生於兵庫縣津名郡，1916年（大正5年）自慶應義塾大學理財科畢業後，隨即進入日本郵船公司工作。1918年離開日本郵船，進入中島知久平和川西清兵衛合營的「日本飛機製作所」（中島飛機前身）。1920年坂東成為川西機械製作所飛機部門主管，1923年創立日本航空公司。
1928年（昭和3年）出任川西航空機械公司常務董事，1937年擔任日本航空工業公司專務董事，1945年創設日本工藝工業公司（日本工芸工業株式会社）。1977年坂東舜一去世，享壽85歲。

## 內部連結
- 日本航空

## 外部連結
- （日語）新聞記事文庫:太平洋横断飛行 わが国の計画成る（页面存档备份，存于）